# Grolley-Ponthaux
Grolley-Ponthaux est une commune suisse du canton de Fribourg, située dans le district de la Sarine.
La commune a été créée le 1er janvier 2025, de la fusion des deux anciennes commune de Grolley et de Ponthaux.

## Histoire
Le 3 mars 2024, les habitants des communes de Grolley et de Ponthaux acceptent, par 75 % pour l'une et 89,07 % pour l'autre, la fusion de leurs communes.

## Géographie
Située à l'ouest du Plateau suisse à 650 m d'altitude[réf. souhaitée], Grolley-Ponthaux est limitrophe de Belfaux, Belmont-Broye, Corminboeuf, Montagny, Prez et Misery-Courtion.  

## Personnalités
- Pascal Mayer (1958-), musicien et chef de chœur
- Adrien Lauper (1987-), hockeyeur suisse, est né à Grolley-Ponthaux.
- Julien Sprunger (1986-), hockeyeur suisse capitaine du Hockey Club Fribourg-Gottéron, vainqueur de la Coupe Spengler en 2025, est né à Grolley-Ponthaux.